# Мало-Тонтойське сільське поселення
Мало-Тонто́йське сільське поселення (рос. Мало-Тонтойское сельское поселение) — сільське поселення у складі Шелопугінського району Забайкальського краю Росії.
Адміністративний центр — село Малий Тонтой.

## Історія
Станом на 2002 рік існував Тонтойський сільський округ (села Великий Тонтой, Малий Тонтой, Деревцово).

## Населення
Населення сільського поселення становить 418 осіб (2019; 519 у 2010, 602 у 2002).

## Склад
До складу сільського поселення входять:
| Населений пункт      | Населення, осіб (2002) | Населення, осіб (2010) |
| -------------------- | ---------------------- | ---------------------- |
| Великий Тонтой, село | 217                    | 192                    |
| Деревцово, село      | 105                    | 101                    |
| Малий Тонтой, село   | 280                    | 226                    |